# Eriococcus rosannae
Eriococcus rosannae är en insektsart som beskrevs av Tranfaglia och Esposito 1985. Eriococcus rosannae ingår i släktet Eriococcus och familjen filtsköldlöss. Inga underarter finns listade i Catalogue of Life.